# Kenya International 1991
Die Kenya International 1991 im Badminton fanden vom 22. bis zum 23. März 1991 in Nairobi statt.

## Sieger und Platzierte
| Disziplin    | Gold                              | Silber                             | Bronze                            |
| ------------ | --------------------------------- | ---------------------------------- | --------------------------------- |
| Herreneinzel | Agarawu Tunde                     | Édouard Clarisse                   | Segun Odusola                     |
| Herreneinzel | Agarawu Tunde                     | Édouard Clarisse                   | Satish Narasimhan                 |
| Dameneinzel  | Martine de Souza                  | Dayo Oyewusi                       | Obiageli Olorunsola               |
| Dameneinzel  | Martine de Souza                  | Dayo Oyewusi                       | Vandanah Seesurun                 |
| Herrendoppel | Danjuma Fatauchi Sesan Gbajobi    | Dharmendra Datta Satish Narasimhan | Segun Odusola Agarawu Tunde       |
| Herrendoppel | Danjuma Fatauchi Sesan Gbajobi    | Dharmendra Datta Satish Narasimhan | Bhupendra Divecha Suresh Divecha  |
| Damendoppel  | Obiageli Olorunsola Dayo Oyewusi  | Martine de Souza Vandanah Seesurun | Sheetal Rajani Sweta Rajani       |
| Damendoppel  | Obiageli Olorunsola Dayo Oyewusi  | Martine de Souza Vandanah Seesurun | Anna Ng'ang'a Jasmin Nzambu       |
| Mixed        | Sesan Gbajobi Obiageli Olorunsola | Vijai Maini Naila Valani           | Agarawu Tunde Dayo Oyewusi        |
| Mixed        | Sesan Gbajobi Obiageli Olorunsola | Vijai Maini Naila Valani           | Édouard Clarisse Martine de Souza |

## Finalergebnisse
| Disziplin    | Sieger                            | Finalist                           | Ergebnis            |
| ------------ | --------------------------------- | ---------------------------------- | ------------------- |
| Herreneinzel | Agarawu Tunde                     | Édouard Clarisse                   | 14–17, 15–12, 15–12 |
| Dameneinzel  | Martine de Souza                  | Dayo Oyewusi                       | 11–3, 11–4          |
| Herrendoppel | Danjuma Fatauchi Sesan Gbajobi    | Dharmendra Datta Satish Narasimhan | 8–15, 15–10, 15–11  |
| Damendoppel  | Obiageli Olorunsola Dayo Oyewusi  | Martine de Souza Vandanah Seesurun | 15–10, 9–15, 18–17  |
| Mixed        | Sesan Gbajobi Obiageli Olorunsola | Vijai Maini Naila Valani           | 15–3, 17–18, 15–7   |